# Stefan Kazimierz Kurcz
Stefan Kazimierz Kurcz herbu Radwan (ur. 1618 w Kodniu, zm. 1702) – marszałek Trybunału Głównego Wielkiego Księstwa Litewskiego w 1677 roku, kasztelan brzeski w 1668 roku, wojewoda brzeski litewski w 1672 roku, podkomorzy lidzki w latach 1661–1668, wojski lidzki w latach 1653–1661, leśniczy koniawski i dubicki.
Poseł sejmiku lidzkiego na sejm 1658 roku, sejm 1664/1665 roku, sejm 1667 roku, poseł sejmiku brzeskiego na drugi sejm 1666 roku.
Na sejmie 1667 roku wyznaczony z Koła Poselskiego komisarzem do zapłaty wojsku Wielkiego Księstwa Litewskiego. W czasie elekcji 1669 roku został sędzią generalnego sądu kapturowego.
Był elektorem Michała Korybuta Wiśniowieckiego z województwa brzeskolitewskiego w 1669 roku. Elektor Jana III Sobieskiego z województwa brzeskolitewskiego w 1674 roku. W 1677 roku wyznaczony z Senatu do Trybunału Skarbowego Wielkiego Księstwa Litewskiego. 5 lipca 1697 roku podpisał w Warszawie obwieszczenie do poparcia wolnej elekcji, które zwoływało szlachtę na zjazd w obronie naruszonych praw Rzeczypospolitej. 
Był synem Stanisława, a wnukiem Marcina Kurcza, wojewody dorpackiego; mężem Joanny Petroneli Sapieżanki, córki Mikołaja Piusa Sapiehy.